# مونرو (یوتا)
مونرو (به انگلیسی: Monroe) شهری در ایالت یوتا کشور ایالات متحده آمریکا است که جمعیت آن در سرشماری سال ۲۰۱۰ میلادی، ۲٬۲۵۶ نفر بوده‌است.